# فريدرش السابع (مرغريف بادن-دورلاخ)
فريدرش السابع ماغنوس (23 سبتمبر 1647 - 25 يونيو 1709)؛ كان مرغريف بادن دورلاخ منذ عام 1677 حتى وفاته، هو عضو في أسرة تسرينغن العريقة.
ولد في أوكرمونده فهو ابن مرغريف فريدرش السادس وكونتيسة بالاتينات كريستين ماغدالين من كليبورغ، خلف والده في منصب مرغريف منذ عام 1677، تعرضت البلاد للدمار من قبل الفرنسيين أثناء الحرب الفرنسية الهولندية في 1678 ولم يحصل على أي تعويض عن الأضرار مع معاهدات نايميخن التي أنهت الحرب، وأصبح منخرط في حرب التسع سنوات وبعد معاهدة رايسفايك عام 1697 حصل على لقب مرغريف بازل، على الرغم من أنه كان لقب رسمي ولم يكن لديه أي سلطة حقيقية على المدينة السويسرية، وفي 1699 استقر عدد من الهوغونوتيون في أراضيه، وجلب معهم بذور التبغ مما أدى إلى أساس الزراعة التبع في منطقة الراين الأعلى، شارك مرة أخرى في حرب الخلافة الإسبانية كأحد قادة الجيش الإمبراطوري، بعض المعارك التي دارت رحاها على أراضيه.
توفي في دورلاخ عام 1709 وخلفه في المرغريفيّة ابنه كارل الثالث فيلهلم.

## الذرية

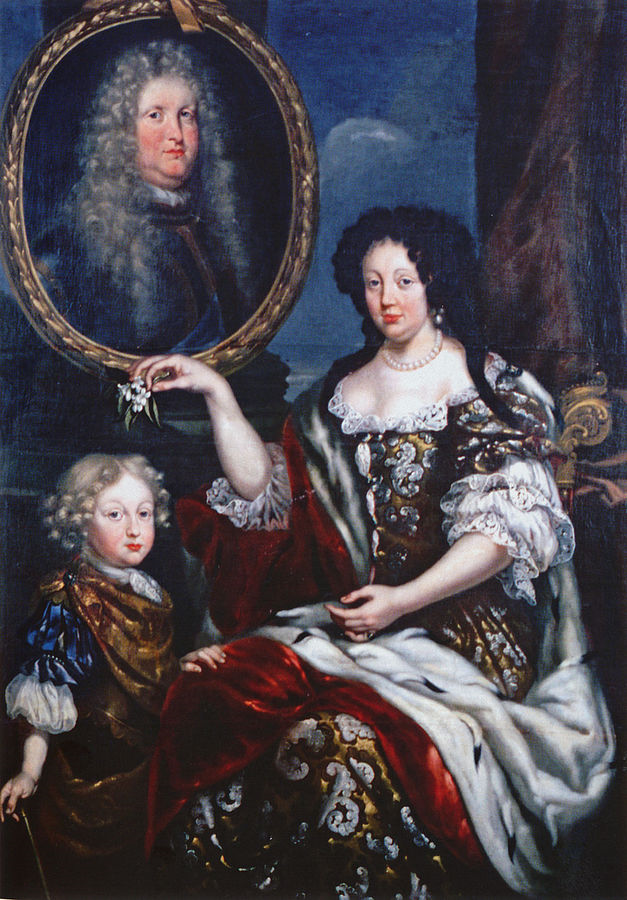
زوجته أوغوستا ماري مع ابنه ولي العهد كارل فيلهلم ذو سبع سنوات، مع فريدرش ماغنوس على اللوحة.

تزوج في 15 مايو 1670 في هوسوم من الدوقة أوغوستا ماري (6 فبراير 1649 - 25 أبريل 1728)؛ هي ابنة الصغرى لـ فريدرش الثالث دوق هولشتاين-غوتورب وماري إليزابيث الساكسونية، وأنجبت له:-
- فريدرش ماغنوس (13 يناير - 24 فبراير 1672).
- فريدريكه أوغوستا (21 يونيو 1673 – 24 يوليو 1674).
- كريستينا صوفيا (17 ديسمبر 1674 – 22 يناير 1676).
- كلوديا ماغدالينه إليزابيث (15 نوفمبر 1675 - 18 أبريل 1676).
- كاثرين (10 أكتوبر 1677 - 11 أغسطس 1746)؛ تزوجت عام 1701 من الكونت يوهان فريدرش فون لينينغن-هارتنبرغ، لهم ذرية.
- كارل الثالث فيلهلم مرغريف بادن-دورلاخ (17 يناير 1679 - 12 مايو 1738)؛ له ذرية، أصبح حفيده كارل فريدرش موحد مرغريفية بادن من جديد.
- يوهانا إليزابيث (3 أكتوبر 1680 - 2 يوليو 1757)؛ تزوجت عام 1697 من إيبرهارد لودفيغ دوق فورتمبيرغ، لهم ابن وحيد.
- ألبرتينا فريدريكه (3 يوليو 1682 - 22 ديسمبر 1755)؛ تزوجت عام 1704 من كريستيان أوغست من هولشتاين-غوتورب أمير يوتين، لهم ذرية بما في ذلك أدولف فريدريك ملك السويد، وكذلك هما جدا إيكاترينا الثانية إمبراطورة روسيا لأمها.
- كريستوف (9 أكتوبر 1684 - 2 مايو 1723)؛ تزوج من ماري كريستين زو لينينغن-داغسبورغ-فالكنبورغ-هايدسهايم، لهم ذرية.
- شارلوته صوفي (1 مارس 1686 – 5 أكتوبر 1689).
- ماريا آنا (9 يوليو 1688 – 8 مارس 1689).